# Méthionine sulfoxyde
La méthionine sulfoxyde, ou sulfoxyde de méthionine, est un dérivé oxydé de la méthionine, un acide α-aminé protéinogène. Il se forme naturellement par modification post-traductionnelle.
L'oxydation de l'atome de soufre de la méthionine conduit à la formation d'un sulfoxyde ou d'une sulfone. Les acides aminés soufrés cystéine et méthionine sont davantage sujets à l'oxydation que les autres acides aminés. Contrairement à l'oxydation des autres acides aminés, l'oxydation de la méthionine peut être rendue réversible par l'action de certaines enzymes, notamment celles de la famille des méthionine sulfoxyde réductases. Les trois enzymes humaines connues de cette famille sont, :
- la peptide-méthionine (S)-S-oxyde réductase (MsrA, EC 1.8.4.11), qui peut réduire la méthionine (S)-sulfoxyde libre ou liée à une protéine ;
- la peptide-méthionine (R)-S-oxyde réductase B2 mitochondriale (MsrB, EC 1.8.4.12), spécifique à la méthionine (R)-sulfoxyde liée à une protéine ;
- la L-méthionine (R)-S-oxyde réductase (fRmsr, EC 1.8.4.11), spécifique de la méthionine (R)-sulfoxyde libre.

Certaines méthionine sulfoxyde réductases utilisent une thiorédoxine comme cofacteur d'oxydoréduction tandis que d'autres ont recours à une métallothionéine.
La concentration de méthionine sulfoxyde dans les tissus augmente avec l'âge, et l'on pense que cette molécule contribuerait au phénomène de vieillissement,. Une étude à l'aide de drosophiles transgéniques qui surexpriment les peptide-méthionine sulfoxyde réductases a montré qu'elles ont une durée de vie augmentée.